# Шоновиці
Шоновиці (пол. Szonowice, нім. Schonowitz) — село в Польщі, у гміні Рудник Рациборського повіту Сілезького воєводства.
Населення — 285 осіб (2011).
У 1975-1998 роках село належало до Катовицького воєводства.

## Демографія
Демографічна структура станом на 31 березня 2011 року:
|          | Загалом | Допрацездатний вік | Працездатний вік | Постпрацездатний вік |
| -------- | ------- | ------------------ | ---------------- | -------------------- |
| Чоловіки | 154     | 24                 | 116              | 14                   |
| Жінки    | 131     | 19                 | 87               | 25                   |
| Разом    | 285     | 43                 | 203              | 39                   |